# Wereldkampioenschap superbike van Brands Hatch 1997
Het wereldkampioenschap superbike van Brands Hatch 1997 was de zevende ronde van het wereldkampioenschap superbike en de vijfde ronde van de wereldserie Supersport 1997. De races werden verreden op 3 augustus 1997 op Brands Hatch nabij West Kingsdown, Verenigd Koninkrijk.

## Superbike
Coureurs die deelnamen aan het Europees kampioenschap superbike en coureurs die deelnamen met motorfietsen die aan andere technische reglementen voldeden, kwamen niet in aanmerking om punten te scoren in het wereldkampioenschap.

### Race 1
| Pos | Nr | Rijder               | Constructeur | Rondes | Tijd                | Grid | Punten |
| --- | -- | -------------------- | ------------ | ------ | ------------------- | ---- | ------ |
| 1   | 7  | Pierfrancesco Chili  | Ducati       | 25     | 36:23.452           | 1    | 25     |
| 2   | 22 | Scott Russell        | Yamaha       | 25     | +2.072              | 11   | 20     |
| 3   | 3  | John Kocinski        | Honda        | 25     | +3.008              | 7    | 16     |
| 4   | 9  | Neil Hodgson         | Ducati       | 25     | +5.832              | 3    | 13     |
| 5   | 8  | Akira Yanagawa       | Kawasaki     | 25     | +5.856              | 6    | 11     |
| 6   | 2  | Aaron Slight         | Honda        | 25     | +6.104              | 9    | 10     |
| 7   | 12 | James Whitham        | Suzuki       | 25     | +21.807             | 10   | 9      |
| 8   | 15 | Piergiorgio Bontempi | Kawasaki     | 25     | +22.073             | 8    | 8      |
| 9   | 11 | Mike Hale            | Suzuki       | 25     | +32.064             | 14   | 7      |
| 10  | 42 | Chris Walker         | Yamaha       | 25     | +40.966             | 13   | 6      |
| 11  | 40 | Michael Rutter       | Honda        | 25     | +46.927             | 16   | 5      |
| 12  | 71 | Ray Stringer         | Kawasaki     | 25     | +1:12.886           | 18   |        |
| 13  | 17 | Pere Riba            | Honda        | 25     | +1:13.232           | 20   | 4      |
| 14  | 77 | Brett Sampson        | Kawasaki     | 24     | +1 ronde            | 21   |        |
| 15  | 35 | Phil Giles           | Kawasaki     | 24     | +1 ronde            | 22   | 3      |
| 16  | 69 | Steve Marks          | Kawasaki     | 24     | +1 ronde            | 23   |        |
| 17  | 52 | Giorgio Cantalupo    | Ducati       | 24     | +1 ronde            | 24   |        |
| 18  | 67 | Nigel Nottingham     | Yamaha       | 24     | +1 ronde            | 26   |        |
| 19  | 61 | Jiří Mrkývka         | Honda        | 23     | +2 ronden           | 29   |        |
| 20  | 57 | Richard Defago       | Kawasaki     | 23     | +2 ronden           | 27   |        |
| DNF | 44 | Sean Emmett          | Ducati       | 18     | Uitgevallen         | 12   |        |
| DNF | 54 | Anton Gruschka       | Yamaha       | 18     | Uitgevallen         | 25   |        |
| DNF | 31 | Igor Jerman          | Kawasaki     | 10     | Uitgevallen         | 19   |        |
| DNF | 34 | Steve Hislop         | Kawasaki     | 7      | Uitgevallen         | 15   |        |
| DNF | 14 | James Haydon         | Ducati       | 5      | Uitgevallen         | 17   |        |
| DNF | 4  | Carl Fogarty         | Ducati       | 4      | Uitgevallen         | 2    |        |
| DNF | 6  | Simon Crafar         | Kawasaki     | 4      | Uitgevallen         | 5    |        |
| DSQ | 41 | Niall Mackenzie      | Yamaha       | 25     | Gediskwalificeerd   | 4    |        |
| DNS | 59 | Graeme Ritchie       | Ducati       | 0      | Niet gestart        | 28   |        |
| DNQ | 63 | Joop Bosch           | Kawasaki     | 0      | Niet gekwalificeerd |      |        |

### Race 2
| Pos | Nr | Rijder               | Constructeur | Rondes | Tijd                | Grid | Punten |
| --- | -- | -------------------- | ------------ | ------ | ------------------- | ---- | ------ |
| 1   | 4  | Carl Fogarty         | Ducati       | 25     | 39:31.922           | 2    | 25     |
| 2   | 3  | John Kocinski        | Honda        | 25     | +4.754              | 7    | 20     |
| 3   | 40 | Michael Rutter       | Honda        | 25     | +15.869             | 16   | 16     |
| 4   | 8  | Akira Yanagawa       | Kawasaki     | 25     | +17.488             | 6    | 13     |
| 5   | 22 | Scott Russell        | Yamaha       | 25     | +17.499             | 11   | 11     |
| 6   | 9  | Neil Hodgson         | Ducati       | 25     | +18.268             | 3    | 10     |
| 7   | 6  | Simon Crafar         | Kawasaki     | 25     | +22.673             | 5    | 9      |
| 8   | 2  | Aaron Slight         | Honda        | 25     | +24.086             | 9    | 8      |
| 9   | 12 | James Whitham        | Suzuki       | 25     | +25.615             | 10   | 7      |
| 10  | 42 | Chris Walker         | Yamaha       | 25     | +0:32.499           | 13   | 6      |
| 11  | 11 | Mike Hale            | Suzuki       | 25     | +58.719             | 14   | 5      |
| 12  | 15 | Piergiorgio Bontempi | Kawasaki     | 25     | +1:34.411           | 8    | 4      |
| 13  | 17 | Pere Riba            | Honda        | 25     | +1:42.427           | 20   | 3      |
| 14  | 35 | Phil Giles           | Kawasaki     | 25     | +2:13.273           | 22   | 2      |
| 15  | 31 | Igor Jerman          | Kawasaki     | 24     | +1 ronde            | 19   | 1      |
| 16  | 71 | Ray Stringer         | Kawasaki     | 24     | +1 ronde            | 18   |        |
| 17  | 67 | Nigel Nottingham     | Yamaha       | 24     | +1 ronde            | 26   |        |
| 18  | 69 | Steve Marks          | Kawasaki     | 24     | +1 ronde            | 23   |        |
| 19  | 54 | Anton Gruschka       | Yamaha       | 24     | +1 ronde            | 25   |        |
| 20  | 57 | Richard Defago       | Kawasaki     | 24     | +1 ronde            | 27   |        |
| 21  | 61 | Jiří Mrkývka         | Honda        | 23     | +2 ronden           | 29   |        |
| 22  | 52 | Giorgio Cantalupo    | Ducati       | 22     | +3 ronden           | 24   |        |
| DNF | 44 | Sean Emmett          | Ducati       | 10     | Uitgevallen         | 12   |        |
| DNF | 34 | Steve Hislop         | Kawasaki     | 7      | Uitgevallen         | 15   |        |
| DNF | 7  | Pierfrancesco Chili  | Ducati       | 6      | Uitgevallen         | 1    |        |
| DNF | 41 | Niall Mackenzie      | Yamaha       | 5      | Uitgevallen         | 4    |        |
| DNF | 14 | James Haydon         | Ducati       | 0      | Uitgevallen         | 17   |        |
| DNF | 77 | Brett Sampson        | Kawasaki     | 0      | Uitgevallen         | 21   |        |
| DNS | 59 | Graeme Ritchie       | Ducati       | 0      | Niet gestart        | 28   |        |
| DNQ | 63 | Joop Bosch           | Kawasaki     | 0      | Niet gekwalificeerd |      |        |

## Supersport
| Pos | Nr | Rijder               | Constructeur | Rondes | Tijd        | Grid | Punten |
| --- | -- | -------------------- | ------------ | ------ | ----------- | ---- | ------ |
| 1   | 24 | Stéphane Chambon     | Ducati       | 23     | 35:07.006   | 7    | 25     |
| 2   | 26 | Paolo Casoli         | Ducati       | 23     | +0.328      | 2    | 20     |
| 3   | 34 | Yves Briguet         | Suzuki       | 23     | +0.963      | 4    | 16     |
| 4   | 6  | Vittoriano Guareschi | Yamaha       | 23     | +9.392      | 5    | 13     |
| 5   | 17 | Stéphane Mertens     | Suzuki       | 23     | +11.545     | 12   | 11     |
| 6   | 1  | Fabrizio Pirovano    | Ducati       | 23     | +14.608     | 3    | 10     |
| 7   | 88 | Scott Smart          | Ducati       | 23     | +15.838     | 8    | 9      |
| 8   | 36 | Christophe Cogan     | Ducati       | 23     | +19.524     | 14   | 8      |
| 9   | 35 | Giovanni Bussei      | Suzuki       | 23     | +23.138     | 13   | 7      |
| 10  | 30 | Wilco Zeelenberg     | Yamaha       | 23     | +23.738     | 20   | 6      |
| 11  | 31 | Marco Risitano       | Kawasaki     | 23     | +24.554     | 21   | 5      |
| 12  | 27 | Rubén Xaus           | Honda        | 23     | +24.776     | 17   | 4      |
| 13  | 8  | Roberto Panichi      | Bimota       | 23     | +26.169     | 15   | 3      |
| 14  | 7  | Thomas Körner        | Ducati       | 23     | +35.981     | 9    | 2      |
| 15  | 60 | Eric Mahé            | Yamaha       | 23     | +36.050     | 19   | 1      |
| 16  | 52 | Dean Thomas          | Honda        | 23     | +36.421     | 16   |        |
| 17  | 13 | Jeffry de Vries      | Yamaha       | 23     | +45.978     | 22   |        |
| 18  | 18 | David Rouge          | Honda        | 23     | +54.417     | 34   |        |
| 19  | 37 | Bruno Cirafici       | Bimota       | 23     | +54.569     | 31   |        |
| 20  | 59 | Francisco Riquelme   | Ducati       | 23     | +1:01.078   | 33   |        |
| 21  | 11 | Peter Koller         | Kawasaki     | 23     | +1:04.199   | 30   |        |
| 22  | 15 | Robert Ulm           | Honda        | 23     | +1:04.518   | 32   |        |
| 23  | 46 | Camillio Mariottini  | Honda        | 23     | +1:19.635   | 26   |        |
| 24  | 9  | Rudi Markink         | Yamaha       | 22     | +1 ronde    | 36   |        |
| DNF | 22 | Bernard Garcia       | Honda        | 15     | Uitgevallen | 18   |        |
| DNF | 41 | Michaël Paquay       | Honda        | 12     | Uitgevallen | 6    |        |
| DNF | 51 | Jean-Pierre Jeandat  | Ducati       | 11     | Uitgevallen | 24   |        |
| DNF | 19 | Christian Zwedorn    | Honda        | 11     | Uitgevallen | 35   |        |
| DNF | 32 | Marc Garcia          | Honda        | 9      | Uitgevallen | 25   |        |
| DNF | 2  | Massimo Meregalli    | Yamaha       | 4      | Uitgevallen | 10   |        |
| DNF | 10 | Wim Theunissen       | Kawasaki     | 4      | Uitgevallen | 27   |        |
| DNF | 90 | Bernhard Schick      | Ducati       | 1      | Uitgevallen | 23   |        |
| DNF | 38 | Mario Innamorati     | Ducati       | 0      | Uitgevallen | 1    |        |
| DNF | 57 | Steve Plater         | Honda        | 0      | Uitgevallen | 11   |        |
| DNF | 14 | Fred Bayens          | Honda        | 0      | Uitgevallen | 28   |        |
| DNF | 55 | Mike Edwards         | Honda        | 0      | Uitgevallen | 29   |        |

## Tussenstanden na wedstrijd

### Superbike
| Pos | Nr | Rijder        | Team     | Punten |
| --- | -- | ------------- | -------- | ------ |
| 1   | 3  | John Kocinski | Honda    | 249    |
| 2   | 4  | Carl Fogarty  | Ducati   | 242    |
| 3   | 2  | Aaron Slight  | Honda    | 188    |
| 4   | 22 | Scott Russell | Yamaha   | 150    |
| 5   | 6  | Simon Crafar  | Kawasaki | 135    |

### Supersport
| Pos | Nr | Rijder            | Team   | Punten |
| --- | -- | ----------------- | ------ | ------ |
| 1   | 26 | Paolo Casoli      | Ducati | 65     |
| 2   | 17 | Stéphane Mertens  | Suzuki | 63     |
| 3   | 24 | Stéphane Chambon  | Ducati | 60     |
| 4   | 2  | Massimo Meregalli | Yamaha | 51     |
| 5   | 41 | Michaël Paquay    | Honda  | 49     |

1993 · 1995 · 1996 · 1997 · 1998 · 1999 · 2000 (I) · 2000 (II) · 2001 · 2002 · 2003 · 2004 · 2005 · 2006 · 2007 · 2008